# تقنية حيوية صناعية

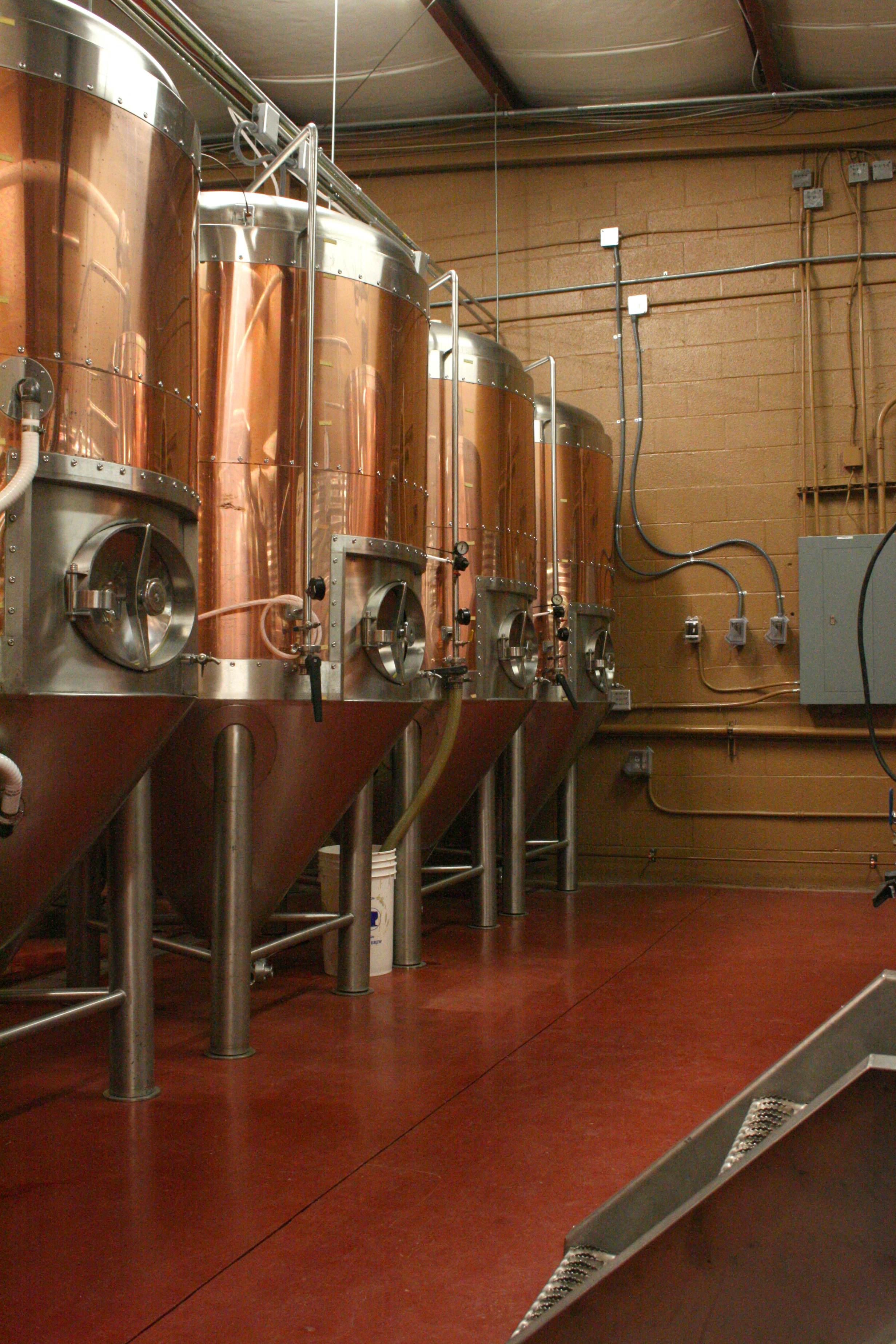

التقنية الحيوية الصناعية أو التكنولوجيا الحيوية الصناعية (بالإنجليزية: Industrial biotechnology)‏ (والتي تعرف بصورة رئيسية في أوروبا بالتقنية الحيوية البيضاء (بالإنجليزية: white biotechnology)‏) وهي تطبيق التقنية الحيوية للأغراض الصناعية، بما في ذلك الصناعات التحويلية والطاقة البديلة (أو "الطاقة الحيوية")، والمواد الحيوية. وتشمل ممارسة استخدام الخلايا أو مكونات الخلايا مثل الانزيمات لتوليد منتجات مفيدة صناعيا.
وتكهن خبراء الاقتصاد (كما ورد ذلك في مجلة الإيكونوميست) أن التكنولوجيا الحيوية الصناعية قد تؤثر بشكل كبير على الصناعات الكيميائية.
كما اقترحت الايكونومست أيضا أنه للتقنية هذه تمكين اقتصادات ألدول لتصبح أقل اعتمادا على الوقود الأحفوري.